# فرناندو ري
فرناندو ري (بالإسبانية: Fernando Rey)‏ (و. 1917 – 1994 م) هو ممثل، ومترجم، وممثل تعبيري، ومؤدي أصوات، وممثل أفلام، من إسبانيا، ولد في لا كورونيا، توفي في مدريد، عن عمر يناهز 77 عاماً، بسبب سرطان المثانة.

## التعليم
تعلم في جامعة كمبلوتنسي بمدريد.

## جوائز وترشيحات
حصل على جوائز منها:
- جائزة جويا لأفضل ممثل [الإنجليزية]‏ (1989)
- جائزة أفضل ممثل، عن عمل: Elisa, vida mía [الإنجليزية]‏ (1977)
- ميدالية كاستيلاو [الإنجليزية]‏.

ترشح لـ:
- جائزة جويا لأفضل ممثل [الإنجليزية]‏ (1989)
- جائزة الجمعية الوطنية الأمريكية للنقاد السينمائيين لافضل ممثل  [لغات أخرى]‏، عن عمل: ذاك الشيء الغامض للرغبة [الإنجليزية]‏ (1977).

## وصلات خارجية
- فرناندو ري على موقع IMDb (الإنجليزية)
- فرناندو ري على موقع روتن توميتوز (الإنجليزية)
- فرناندو ري على موقع مونزينجر (الألمانية)
- فرناندو ري على موقع ألو سيني (الفرنسية)
- فرناندو ري على موقع تيرنر كلاسيك موفيز (الإنجليزية)
- فرناندو ري على موقع أول موفي (الإنجليزية)
- فرناندو ري على موقع قاعدة بيانات الأفلام السويدية (السويدية)
- فرناندو ري على موقع إن إن دي بي (الإنجليزية)
- فرناندو ري على موقع قاعدة بيانات الفيلم (الإنجليزية)
- فرناندو ري على موقع ليتربوكسد (الإنجليزية)